# Maryna Miklaszewska

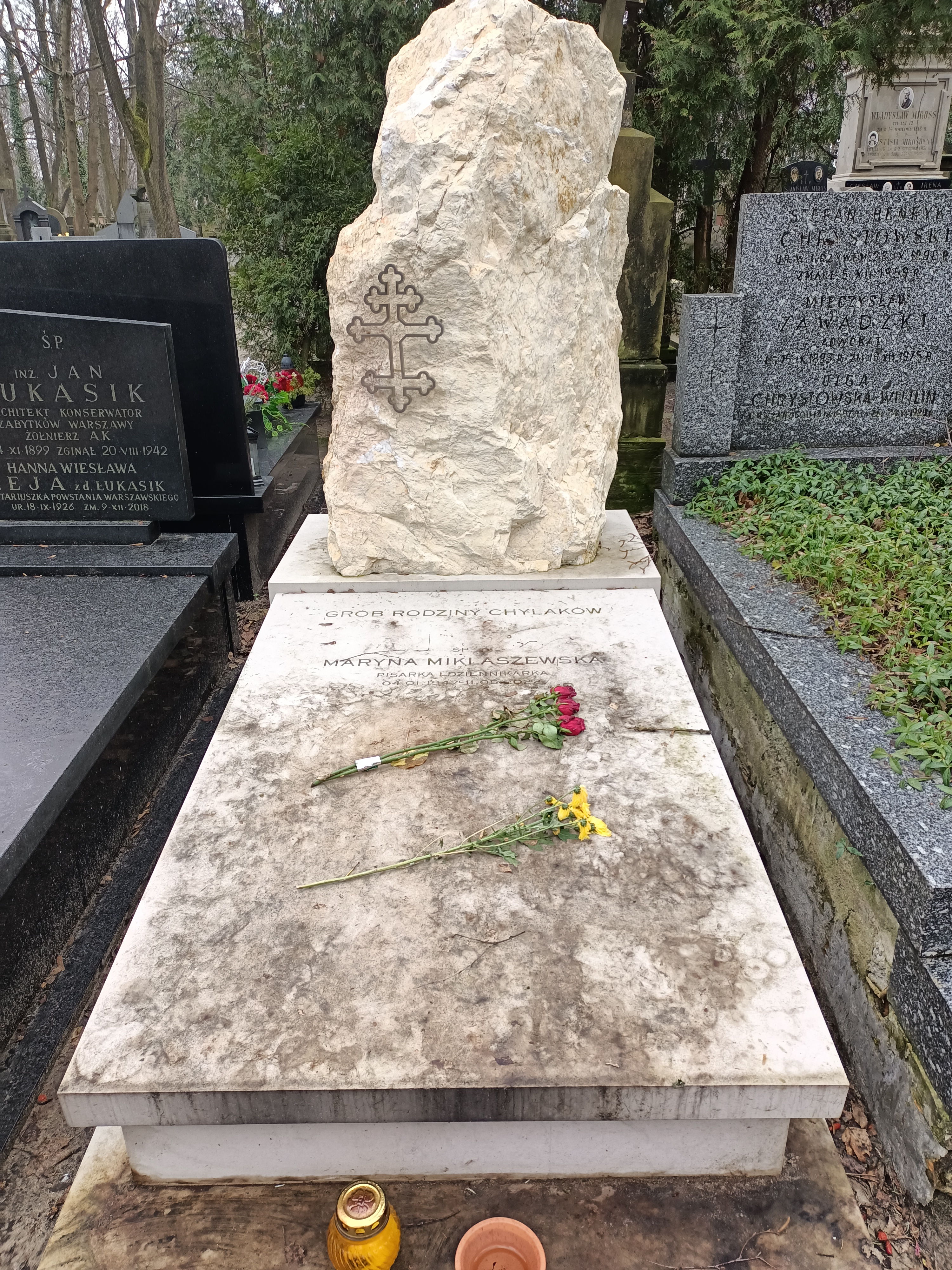
Grób Maryny Miklaszewskiej na cmentarzu Powązkowskim w Warszawie

Maryna Miklaszewska, właśc. Maria Miklaszewska, ps. Miłosz Kowalski (ur. 4 stycznia 1947 w Katowicach, zm. 11 maja 2022) – polska bohemistka, dziennikarka, pisarka, działaczka opozycji niepodległościowej. Córka Gwidona Miklaszewskiego, starsza siostra Agaty Miklaszewskiej.

## Życiorys
Urodziła się w Katowicach 4 stycznia 1947 roku jako Maria Miklaszewska. Ukończyła filologię słowiańską na Uniwersytecie Warszawskim w 1972 roku, studia doktoranckie w latach 1972–1975. W latach 1975–1976 była członkiem zespołu redakcyjnego „Płomyczka”. W latach 1977–1982 pracowała w redakcji literackiej Programu 3. Polskiego Radia, z której została zwolniona w wyniku weryfikacji dziennikarzy w czasie stanu wojennego. Od września 1980 do 13 grudnia 1981 była redaktorem Radia „Solidarność” Regionu Mazowsze (audycje dla radiowęzłów zakładowych). W 1981 uczestniczka I Krajowego Zjazdu Delegatów „Solidarności” (dokumentacja Zjazdu). W 1982 działaczka Prymasowskiego Komitetu Pomocy Osobom Pozbawionym Wolności i ich Rodzinom przy kościele św. Marcina w Warszawie, do 1989 uczestniczka Duszpasterstwa Środowisk Twórczych. W stanie wojennym usunięta z pracy w Polskim Radiu, współpracowała z drugim obiegiem wydawniczym oraz podziemnym radiem Solidarność. Przeprowadziła m.in. wywiad z Tadeuszem Konwickim w maju 1981, który po emisji radiowej został przedrukowany w podziemnym wydaniu „Małej apokalipsy”. Także poza cenzurą – w drugoobiegowym wydawnictwie Rytm – w 1986 roku ukazała się jej książka Mikołajek w szkole PRL podpisana pseudonimem Miłosz Kowalski. Książka nawiązywała do francuskiej serii opowieści o Mikołajku, autorstwa René Goscinnego i Jeana-Jacques’a Sempé. Ilustrował ją 10-letni syn autorki Mikołaj Chylak, ukryty pod pseudonimem Masław. Oprócz pięciu wydań w drugim obiegu książka ta doczekała się też dwóch edycji już w III RP. W latach 1989–1992 była redaktorką Programu 1. Polskiego Radia, a w czerwcu 1989 – autorką radiowych audycji wyborczych podczas wyborów parlamentarnych.
Do 3 kwietnia 1987 rozpracowywana przez Wydział II Departamentu III MSW w ramach SOR kryptonim „Kaseta”.
Tłumaczyła wiersze i teksty piosenek Karela Kryla oraz literaturę czeską, głównie związaną ze środowiskiem opozycyjnym (m.in. Vaclava Havla). Z klasyki czeskiej literatury dwudziestowiecznej przełożyła Grę na serio Richarda Weinera.
Jest autorką powieści kryminalnej Portret pamięciowy i scenariusza spektaklu Teatru Telewizji Hrabia nagrodzonego przez Ministra Kultury i Sztuki. Razem z siostrą Agatą napisała libretto i teksty piosenek do musicalu Metro, za co w 1992 roku nominowana została do amerykańskiej nagrody Tony Award. W roku 2005 „Dialog” opublikował jej sztukę Strajk: pierwszy – i jak dotąd jedyny – musical o Stoczni Gdańskiej w 1980 roku. W 2007 roku wydała opartą na faktach powieść Wojtek z armii Andersa, opowiadającą o epizodzie z dziejów II wojny światowej, a mianowicie o Wojtku – syryjskim niedźwiedziu brunatnym, który przeszedł cały szlak bojowy z 2 Korpusem Polskim generała Władysława Andersa – od wyjścia z ZSRR do demobilizacji po wojnie w Wielkiej Brytanii. Wojtek z armii Andersa doczekał się 2 wydań.
W 2010 była wśród założycieli Stowarzyszenia Polska Jest Najważniejsza, w skład którego weszli niektórzy członkowie warszawskiego komitetu poparcia Jarosława Kaczyńskiego w wyborach prezydenckich. Objęła funkcję wiceprezesa Fundacji Polska Wielki Projekt.

## Odznaczenia
W 2001 roku wyróżniona została odznaką Zasłużony Działacz Kultury. Postanowieniem z 4 grudnia 2007 roku odznaczona została Krzyżem Oficerskim Orderu Odrodzenia Polski przez Prezydenta RP Lecha Kaczyńskiego wraz z innymi działaczami ruchu Solidarność Polsko-Czesko-Słowacka.

## Życie prywatne
Córka rysownika Gwidona Miklaszewskiego, żona dra Aleksandra Chylaka, urbanisty, wykładowcy na Wydziale Architektury Politechniki Warszawskiej.
Maryna Miklaszewska zmarła 11 maja 2022 roku. Została pochowana na Powązkach w Warszawie. W uroczystościach wziął udział premier Mateusz Morawiecki i były premier Jarosław Kaczyński.

## Publikacje
- Mikołajek w szkole PRL
  - Warszawa: Rytm, 1986 (pod pseudonimem Miłosz Kowalski).
  - Londyn: Aneks, 1987, ISBN 0-906601-44-4.
  - Gdańsk: Suplement 2, 1987.
  - Łódź: Wydawnictwo Społeczne „Fakt”, 1989 (pod pseudonimem Miłosz Kowalski)[18].
  - Gliwice: Wokół Nas, 1989.
  - Warszawa: Tenten, 1991, ISBN 83-85477-08-X.
  - Warszawa: Tenten, 1995, ISBN 978-83-85477-08-2.
- Portret pamięciowy, Warszawa: Rytm, 2003, ISBN 83-7399-008-9.
- Wojtek z Armii Andersa
  - Warszawa: Fronda, 2007, ISBN 978-83-88747-26-7.
  - Warszawa: Fronda, 2007, ISBN 978-83-60335-23-9 [wyd. 2].
- Spotkałam kiedyś prawdziwego hipstera, Warszawa: Trio, 2012, ISBN 978-83-7436-315-0.
- Hipster, Poznań: Zysk i S-ka, 2016 ISBN 978-83-7785-988-9.
- Proces Szolema Szwarcbarda mordercy atamana Petlury, Wydawnictwo LTW, 2022 ISBN 978-83-756-5790-6[19]

## Dzieła sceniczne
- 1991: libretto i teksty piosenek (razem z siostrą Agatą Miklaszewską) do musicalu Metro[7]. Muzyka: Janusz Stokłosa, reżyseria: Janusz Józefowicz, premiera: Teatr Dramatyczny w Warszawie (1991). Musical wystawiany był również na scenach zagranicznych: w Minskoff Theatre na nowojorskim Broadwayu (1992) oraz w Operetce Moskiewskiej (1999). Za piosenki z musicalu autorka – wspólnie z Maryną Miklaszewską oraz Januszem Stokłosą – nominowana była w roku 1992 do nagrody Tony Award (for best original score)[20].
- libretto i piosenki do musicalu Pt. „Strajk” opublikowany w Dialogu w 2005 roku[21].

Przekłady
- Richard Weiner, Gra na serio, przekład z czes. i wstęp Maryna Miklaszewska, Warszawa: „Czytelnik”, 1984 (druk: Kraków: DWWLA, 1983), ISBN 83-07-00878-6.
- Karel Kryl, Piosenki, przekład z czes. Jan Krzysztof Kelus, Maryna Miklaszewska, Wrocław: Wrocławskie Wydawnictwo Muzyczne, 1989 (Przegląd Czechosłowackiej Kultury Niezależnej „Prěhled Československé Nezávislé Kultury” Survey of Czechoslovak Independent Culture: Wrocław 3-5 listopad” November 1989. – Organizatorzy: Solidarność Polsko-Czechosłowacka, NZS).
- Piosenki Karela Kryla, przekład z czes. Maryna Miklaszewska. Warszawa: Niezależna Oficyna Wydawnicza, 1986 [i. e.] 1987.